# Eric Singer
Eric Doyle Mesinger, més conegut com a Eric Singer (Cleveland, Ohio, Estats Units d'Amèrica, 12 de maig de 1958), és un bateria, principalment conegut pel seu treball en el grup deHard Rock Kiss. Ha format part de diferents bandes reconegudes, entre elles Lita Ford, Black Sàbat, Brian May (com a substitut de Cozy Powell), Alice Cooper, Kiss i Avantasia; d'aquestes tres últimes agrupacions, Eric forma part activa en l'actualitat.

## Biografia

### Treballant amb Kiss
Un dels seus més importants desafiaments com bateria va ser el llegat que se li permet continuar a Kiss, banda llegendària d'Amèrica del Nord fundada el 1972, la qual havia comptat amb dos bateristas extraordinaris, Peter Criss, qui a 1980 ha de deixar l'agrupació per començar una carrera en solitari. La lleva immediata és Eric Carr (Paul Charles Caravello), fill d'immigrants Italians nascut el 12 de juliol de 1950 a Nova York. Eric Carr és considerat per molts dels fans de Kiss com el millor bateria de tots els temps de la banda, (a causa del seu maquillatge semblant a les taques d'una guineu); aconsegueix guanyar l'atenció de l'els fans i substituir la imatge "The Catman" de Peter Criss.
En la gira de l'àlbum Hot In The Shade, Eric Carr comença a patir Pericarditis, i desafortunadament mor el 24 de novembre de 1991. Un any més tard Kiss reapareix amb Eric Singer, el qual trencava l'esquema de la banda per les seves faccions, cabell groc, ulls blaus una marcada diferència amb Peter, Eric i la resta de la banda, que es caracteritzaven per tenir cabells i ulls de colors foscos.
Inicia amb Kiss en una època de renaixement del metal i de nous estils relacionats, en aquest moment Eric Singer completa la banda ja conformada per Paul Stanley, Gene Simmons i Bruce Kulick. L'àlbum Revenge es va editar l'any 1992, Kiss forma part d'aquest renaixement i un nou bateria impressionava pel seu estil.
La nova alineació de Kiss li permet renovar el seu estil, finalitzant aquesta era de renaixement del Metal. Kiss decideix reunir-se amb els seus exintegrants, Ace Frehley i Peter Criss, això té els seus orígens en una convenció de Kiss el 1996 amb guitarres acústiques, on Peter Criss contacta a Gene Simmons i li afirma que assistirà. Eric Singer proposa presentar Peter Criss al públic i fer-ho participar en el concert.
A finals del 1996 presenten Mtv Unplugged, un dels moments més impactants per a tots els fans de Kiss de tot el món, on eren presents Eric Singer i Peter Criss tocant la bateria al mateix escenari durant les últimes 2 cançons ("Nothin ' To Lose" i "Rock And Roll All Night").
Això finalitza amb la reunió de Kiss, amb els seus 4 integrants originals, Paul Stanley (veu i guitarra), Gene Simmons (baix i veu), Ace Frehley (guitarra i veu) i Peter Criss (bateria i veu) que deixa a Bruce kulick i a Eric Singer fora de la banda i amb un últim cd llançat per Kiss anomenat Carnival Of Souls, del qual no van realitzar cap gira a causa que era un disc llançat per obligació a causa d'un contracte que la banda tenia amb la discogràfica "Mercury".

### Avenços Musicals
Fins ara ha format part de les següents bandes: Esp, Lita Ford, Badlands, Black Sabbath, Paul Stanley, Gilby Clarke, Kiss, Gary Moore, Glamnation, Alice Cooper, Queen, Brian May, Avantasia.

### El seu Retorn amb Kiss
Al Gener de 2001 durant la gira "Farewall Tour", Eric Singer substitueix Peter Criss durant un tram de la gira, adoptant el maquillatge del gat i des de llavors va estar un any, quan Peter Criss va decidir retornar Kiss, per gravar el Kiss Symphony: Alive lV. En la versió original d'aquest disc, es pot veure Eric Singer, tocant la bateria i cantant a Do you remember Rock & Roll and Radi?, un cover dels The Ramones.

### Actualitat
Després de la marxa novament de Peter Criss, el març de 2004, Eric Singer és convidat a tornar a Kiss novament i aquesta substitució és definitiva òbviament encarnant el personatge del Gat al que deixà Peter Criss a la seva sortida.

## Equip i tècnica
A Eric Singer se'l pot observar usant bateries de diferents configuracions de la marca "Pearl" i platets Zildjian. Té un estil no tan rude com el d'Eric Carr o tan clàssic com el de Peter Criss, es pot dir que la seva tècnica és única i molt prolixa i ho fa amb gran professionalitat.